# Президентские выборы в Черногории (1997)
Президентские выборы в Черногории, входившей в то время в Союзную Республику Югославия, проходили 5 и 19 октября 1997 года. Хотя после первого тура впереди был президент Момир Булатович, во втором туре с небольшим перевесом победил кандидат от Демократической партии социалистов Мило Джуканович, ставший в результате 2-м президентом Черногории.

## Результаты

### 1-й тур
| Кандидаты       | Партия                                        | Голоса  | %     |
| --------------- | --------------------------------------------- | ------- | ----- |
| Момир Булатович | Социалистическая народная партия              | 147 610 | 47,44 |
| Мило Джуканович | Демократическая партия социалистов Черногории | 145 348 | 46,71 |
| Другие          |                                               | 13 534  | 4,35  |
| Всего           | Всего                                         | 306 492 | 100   |

### 2-й тур
| Кандидати       | Партија                                       | Гласови | %    |
| --------------- | --------------------------------------------- | ------- | ---- |
| Мило Джуканович | Демократическая партия социалистов Черногории | 174 745 | 50,8 |
| Момир Булатович | Социалистическая народная партия              | 169 257 | 49,2 |
| Всего           | Всего                                         | 344 002 | 100  |